# Johannes Wieland (Tänzer)

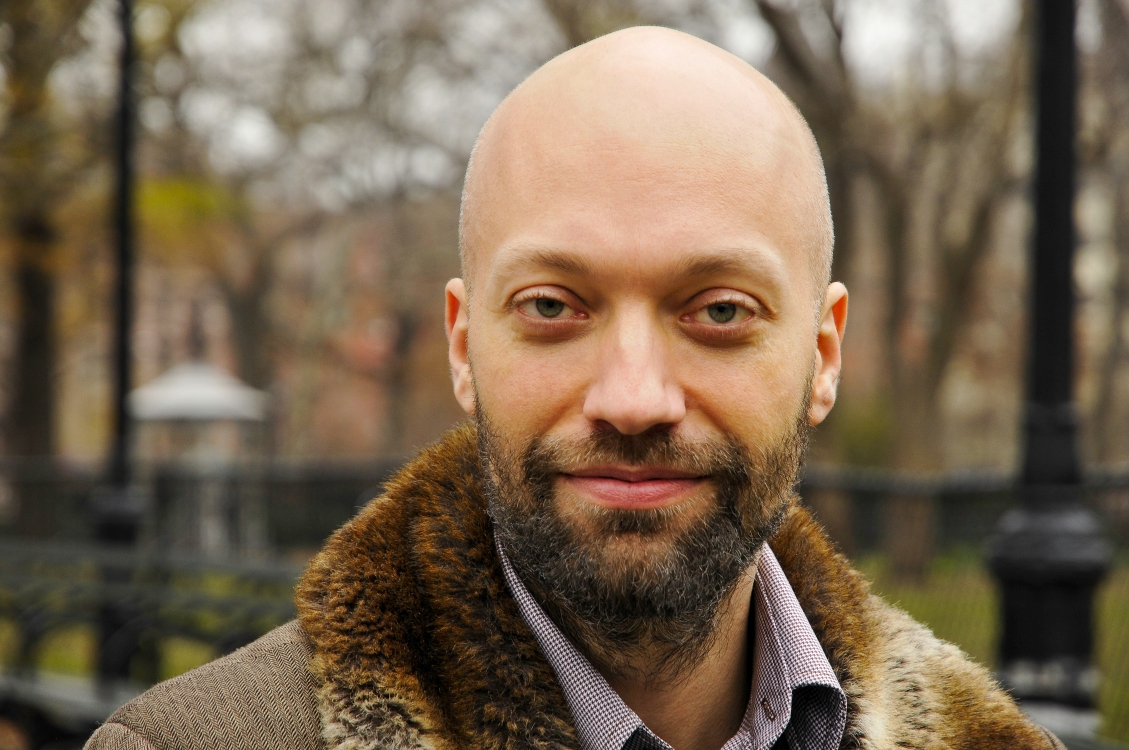
Johannes Wieland

Johannes Wieland (* 20. November 1967 in Berlin) ist ein international tätiger deutscher Tänzer, Choreograf und Tanzpädagoge. Von 2006 bis 2021 war er Tanzdirektor des Staatstheaters Kassel.

## Biografie & Karriere
Seine Ausbildung zum Tänzer erhielt Wieland in Berlin bei Ellys Gregor und an der Ballettakademie der Deutschen Oper. Es folgte ein Stipendiat beim Ballett der Hamburgischen Staatsoper unter John Neumeier (1987/1988). Nach dem Studium von klassischem und zeitgenössischem Tanz an der Hogeschool voor de Kunsten in Amsterdam, das er mit dem Bachelor of Fine Arts abschloss, war Wieland Halbsolist am Staatstheater Braunschweig (bis 1993) und 5 Jahre lang Halbsolist an der Berliner Staatsoper. Hier arbeitete er mit mehreren bekannten Choreografen zusammen, darunter Roland Petit und Maurice Béjart. 1998 wurde er Solist in Béjarts Kompanie in Lausanne und nahm an ihren weltweiten Tourneen teil.
Auf der Suche nach neuen künstlerischen Herausforderungen siedelte Wieland zur Jahrtausendwende 2000 nach New York über, wo er an der Tisch School of the Arts der New York University Choreografie und zeitgenössischen Tanz studierte bzw. seine Studien vertiefte und dies 2002 mit dem Master of Fine Arts abschloss. Im selben Jahr gründete er dort seine eigene Kompanie johannes wieland. Seine erste Choreografie tomorrow wurde in der New York Times als „spektakuläre Ergründung von Beziehungen“ bezeichnet. Es war der Beginn einer Serie an wirkmächtigen und prägnanten Tanzstücken, die Wieland für seine Kompanie schuf, sodass ihn die renommierte Fachzeitschrift Dance Magazine schon 2003 in die Liste der 25 to watch aufnahm. Außer in New York waren seine Werke auch in Toronto, Chicago, Philadelphia, Köln und Berlin zu sehen.
Wieland hat sich auch einen Namen als Tänzpädagoge gemacht. Er gab bzw. gibt Unterricht u. a. an der New York University, an der Juilliard School (New York), beim AURA Dance Theatre in Kaunas (Litauen), an der Folkwang-Hochschule in Essen, am Oldenburgischen Staatstheater und an der Hochschule für Musik Köln.

## Stil
Wielands Choreografien zeigen ein architektonisch geprägtes Verständnis für Körper, Bewegung und Raum auf; er erforscht in ihnen die menschliche Psyche und kreiert ein abstraktes, metaphernreiches Repertoire für seine Kompanie. Die Entwicklung der Stücke unterliegt einem anspruchsvollen Prozess, um diverse Situationen der Kausalität zu erforschen. Dieser intensive und arbeitsreiche Prozess fördert eine intime und innovative Beziehung zwischen den Darstellern/Tänzern, Komponisten, Designern und den anderen Künstlern, die an Wielands Werken beteiligt sind, und schafft eine fließende Grenze zu den Bereichen Schauspiel und Performance-Art. Daher setzt Wieland in seinen Stücken oft Videoinstallationen, Texte, Fotografien und Originalkompositionen ein.
Wieland und die Mitglieder der Kompanie lassen ihr Publikum häufig Anteil nehmen an ihrer Arbeitsweise und ihrem Wissen. Dazu gehört die Teilnahme an Diskussionen vor und nach Aufführungen, das Anbieten von „Lecture-Demonstrations“, von öffentlichen Proben sowie von Training in verschiedenen Stilen.

## Auszeichnungen, Ehrungen, Förderungen
- 2002: 16. Internationaler Choreografiewettbewerb Hannover, Halbfinalist
- 2003: 25 to watch, Dance Magazine
- 2004: Kurt-Jooss-Preis
- 2004: Hubbard Street, Chicago: Gewinner des Choreografiewettbewerbs
- 2004–2006, 2018: Fördermittel des Goethe-Instituts
- 2004: Fördermittel der Harkness Foundation for Dance
- 2004: Fördermittel der Choo-San Goh & H. Robert Magee Foundation
- 2004–2006: Fördermittel der Greenwall Foundation
- 2006: Guglielmo-Ebreo-Wettbewerb, Italien: Halbfinalist
- 2006: Fördermittel der Poseidon Services
- 2007: Fördermittel des Trust for Mutual Understanding
- 2007, 2009: Fördermittel der Mid Atlantic Arts Foundation
- 2009: William-J.-Cooper-Fördermittel
- 2005, 2008, 2010, 2011: Fördermittel des New York State Council on the Arts
- 2016: Deutscher Theaterpreis Der Faust (Nominierung)
- 2021: Fördermittel der Stadt Kassel
- 2021: Fördermittel des Landes Hessen

## Künstlerische Kollaborationen
- Staatstheater Kassel
- Folkwang-Hochschule
- Berkshire Theatre Festival
- Juilliard School
- Jacob’s Pillow Dance
- Bard College
- New York University
- Ben Frost, Komponist
- Diane von Furstenberg, Modeschöpferin
- Os Gêmeos, Graffitikünstler
- Carmen de Lavallade, Performance-Künstlerin
- Espen Sommer Eide, Komponist
- Gus Solomons Jr., Performance-Künstler
- Hans Werner Henze, Komponist